# Wayne Peterson
Wayne T. Peterson (* 3. September 1927 (oder 8. März) in Albert Lea, Minnesota; † 7. April 2021 in San Francisco) war ein US-amerikanischer Komponist und Hochschullehrer.

## Leben
Wayne Peterson begann als Jazz-Pianist und studierte an der University of Minnesota, zu seinen Lehrern zählten Paul Fetler, Earl George und James Aliferis. 1953/54 führte ihn ein Fulbright-Stipendium an die Royal Academy of Music nach London, wo er bei Lennox Berkeley und Howard Ferguson studierte. 1958 wurde sein Orchesterwerk Free Variations vom Minnesota Orchestra unter Antal Doráti uraufgeführt und eingespielt.
Nach dem Studienabschluss an der University of Minnesota (PhD 1960) lehrte er ab 1960 für mehr als 3 Jahrzehnte als Professor für Musik an der San Francisco State University. Dort wurde 1998 ein Wayne Peterson Prize in Music Composition ins Leben gerufen. 1992 bis 1994 hatte er eine Gastprofessur an der Stanford University inne. 1990 war er Visiting Artist der American Academy in Rome. Zu den weiteren Förderungen und Auszeichnungen, die Peterson erhielt, zählt beispielsweise ein Composer’s Award der American Academy of Arts and Letters (1986) und eine Guggenheim Fellowship (1989/90).
1992 wurde Peterson für sein Orchesterwerk The Face of the Night, the Heart of the Dark, das im Auftrag der San Francisco Symphony entstanden war, der Pulitzer Prize of Music zuerkannt. Das Zustandekommen dieser Entscheidung löste Diskussionen aus, denn das vorrangig von Journalisten gebildete Pulitzer Board setzte sich damit über die dreiköpfige Musikjury (bestehend aus den Komponisten George Perle, Roger Reynolds und Harvey Sollberger) hinweg, die ein Werk von Ralph Shapey favorisierte und die Komposition von Peterson erst nachträglich als Alternative benannt hatte.

## Werk
Von Wayne Peterson liegen mehr als 75 Werke vor, sowohl Orchester- und Kammermusik, als auch Vokalkompositionen. Anfänglich von Strawinski und Copland beeinflusst, wandte er sich dann kompositorischen Verfahren von Schönberg und Sessions zu. Spätere Werke zeigen wieder vermehrt tonale Bezüge.